# 我看見媽咪親吻聖誕老人
〈我看見媽咪親吻聖誕老人〉是一首圣诞歌曲，由英国作曲家托米-康纳（Tommie Connor）创作音乐和歌词，由吉米-博伊德（Jimmy Boyd）在1952年首次录制。此后，这首歌被许多人翻唱，1963年的羅尼特組合（Ronettes）版本是最著名的翻唱版本之一。

## 原唱版本
吉米-博伊德在1952年7月15日录制的原始唱片，当时他只有13岁，在1952年12月的《告示牌》流行单曲榜上排名第一，并在第二年年初的Cash Box榜上排名第一。后来，它在1953年11月发行的英国排行榜上达到第三名。这首歌是萨克斯第五大道百貨公司为宣传该店当年的圣诞卡而委托创作的，卡上有艺术家佩里-巴洛的原创素描，他曾为《紐約客》画了几十年的画。
这首歌的歌詞描述了一个孩子在圣诞节前夕从他的卧室走下楼，看到母亲在槲寄生樹下亲吻 "圣诞老人"。歌詞中的孩子想知道要是他的父亲听到了這個消息会有什么反应，卻不知道原來這個圣诞老人就是他父亲化裝的。
博伊德的唱片在发行时受到了波士顿罗马天主教会的谴责，理由是它将接吻和圣诞节混为一谈。博伊德被拍到去天主教波士頓總教區解释这首歌的照片。會議结束后，這首歌的禁令被解除了。

## 創作改編
一部根据这首歌而改编的电影於2001年上映。